# W New York Downtown, Hotel and Residences
Il W New York Downtown Hotel and Residences è un grattacielo adibito prevalentemente all'uso di hotel di New York.

## Caratteristiche
L'edificio, costruito tra il 2006 e il 2010, e alto 192 metri è collegato ad altri due edifici: il W.R. Grace Building e l'Home Insurance Plaza.
Al suo interno presenta un hotel con 217 camere (piani 1-22) e 223 appartamenti (piani 23-56). Al 57º e al 58º piano sono presenti due terrazze panoramiche la prima con vista sul fiume Hudson e l'altra su Manhattan.